# Castejón (Navarra)
Castejón é um município da Espanha 
na província e comunidade autónoma de Navarra. Tem 18,07 km² de área e em 2021 tinha 4 306 habitantes (densidade: 238,3 hab./km²).

## Demografia
| Variação demográfica do município entre 1991 e 2004 | Variação demográfica do município entre 1991 e 2004 | Variação demográfica do município entre 1991 e 2004 | Variação demográfica do município entre 1991 e 2004 |
| --------------------------------------------------- | --------------------------------------------------- | --------------------------------------------------- | --------------------------------------------------- |
| 1991                                                | 1996                                                | 2001                                                | 2004                                                |
| 3151                                                | 3173                                                | 3273                                                | 3529                                                |